# Нукус
Нукус (на узбекски: Нукус, Nukus, на каракалпакски: Нөкис, No‘kis) е град в Узбекистан, столица на автономната република Каракалпакстан. Население 312 100 души по оценка от 2018 г. На запад от града тече река Амударя.

## История
Нукус се развива като малко селище през 1932 г. до модерен съветски град с широки булеварди и големи публични сгради. Заради отделечеността и изолираността си, в Нукус е разположен институт за изследване и тестване на химическо оръжие.